# Couronne de saint Édouard
La couronne de saint Édouard est l'un des joyaux de la Couronne britannique les plus éminents. Elle est de nos jours utilisée exclusivement au moment de la cérémonie de couronnement des monarques britanniques. Elle est constituée en majeure partie de la couronne qui avait été fabriquée en 1661 pour le couronnement du roi Charles II, après la destruction de la couronne originale sur décision d'Oliver Cromwell, durant la guerre civile anglaise. On dit d'elle qu'elle est une copie de la couronne d'Édouard le Confesseur (d'où son nom), qui aurait elle-même incorporé des pièces provenant de la couronne d'Alfred le Grand.

## Histoire
Traditionnellement, c'est la couronne utilisée lors du couronnement des souverains anglais puis britanniques. La couronne de saint Édouard, portée par lui le jour de Noël 1065, aurait été utilisée pour le couronnement de Guillaume le Conquérant, le jour de Noël 1066, en gage de son accession au trône de jure et non par conquête ; c'est le premier couronnement documenté à l'abbaye de Westminster (version E de l'Anglo-Saxon Chronicle). Elle aurait par la suite été portée par tous les rois d'Angleterre, jusqu'à Henri III, couronné par l'évêque de Winchester à Gloucester en octobre 1216.
Certains chroniqueurs et historiens avancent que la couronne aurait disparu dans les marécages du Wash pendant la retraite de Jean sans Terre en 1216. Mais d'autres pensent qu'elle aurait été conservée, comme les autres insignes royaux, dans le trésor de Westminster. En 1649, après l'exécution de Charles Ier, Oliver Cromwell ordonna que l'ensemble des joyaux de la Couronne fussent totalement détruits; les pierres précieuses furent vendues séparément, le métal précieux fut envoyé à la Monnaie pour être fondu. La couronne actuelle a été reconstituée pour le couronnement de Charles II en 1661. Comme les autres joyaux de la Couronne, elle est conservée à la tour de Londres.

## Conception
Sur une base sont fixées quatre croix pattées alternant avec quatre fleurs de lis. On trouve au-dessus deux arches serties de perles surmontées d'un petit globus cruciger avec une croix pattée ; les perles proviennent d'une parure qui a appartenu à la reine Élisabeth Ire.  Le centre est garni d'une toque de velours pourpre ourlée d'une bande d'hermine. La couronne est faite d'or massif et ornée de 444 pierres précieuses. Celles-ci étaient louées à l'occasion du couronnement, montées sur la structure, puis desserties après la cérémonie. Mais en 1911, le roi George V décida, après son propre couronnement, que les joyaux seraient enchâssés de manière permanente.
La reine Victoria et le roi Édouard VII sont les seuls souverains depuis 1661 à avoir choisi de ne pas être couronnés avec cette couronne, à cause de sa masse importante (2,155 kg / 4 lb 12 oz). Ils ont préféré porter une version de la couronne impériale d'apparat, plus légère, fabriquée spécialement pour la reine Victoria. George V, George VI, Élisabeth II et Charles III ont tous utilisé la couronne de saint Édouard, lors de leur couronnement respectif.

## Symbole

Amiral de la flotte de la Royal Navy

La couronne de saint Édouard est utilisée comme symbole de l'autorité royale depuis 1953 dans les royaumes du Commonwealth et elle est représentée dans les armoiries de plusieurs États. Au Royaume-Uni aussi, la couronne seule (sans les armoiries) forme le logo de son opérateur postal principal, Royal Mail, et elle est utilisée comme marque de certification sur les verres à bière du pays. La couronne est utilisée dans la représentation des grades militaires de l'Armée britannique et des Forces armées canadiennes, et aussi comme parti des emblèmes de toutes les forces de police au Royaume-Uni sauf Police Écosse et le Service Policier d’Irlande du Nord.
Cependant, à la suite de l'avènement du roi Charles III en 2022, le Collège d'Armes a dit que la couronne de saint Édouard sera retirée comme symbole héraldique et que la couronne Tudor utilisée par Victoria, Édouard VII, George V et George VI sera réadoptée pour cette fonction.

## Source
- Stephen King-Hall, « The Crowning of the King and Queen » (Londres: Evans Brothers (Russell Square), 1936-1937), Gravure 1 et légende, faisant face à la p. 4.